# Hugo-Lancelot von Lusignan

Kardinalswappen von Hugo-Lancelot von Lusignan (schematische Darstellung)

Hugo-Lancelot von Lusignan (* 1380/1385 auf Zypern; † 5. August 1442 in Genf) war ein Kardinal der Römischen Kirche sowie zeitweise Regent von Zypern.

## Leben
Der Sohn König Jakobs I. von Zypern erhielt seine Ausbildung am königlichen Hof und wurde anschließend Apostolischer Protonotar. Gegenpapst Johannes XXIII. machte ihn am 8. Juli 1411 zum Apostolischen Administrator des Erzbistums Nikosia. Papst Martin V. erhob ihn am 5. März 1421 zum Erzbischof von Nikosia und ernannte ihn zudem 1424 zum Titularpatriarchen von Jerusalem. Am 24. Mai 1426 von Papst Martin V. zum Kardinal erhoben, wurde er am 27. Mai 1426 zum Kardinaldiakon der Titeldiakonie Sant’Adriano. Da Lusignan auf Zypern weilte, sandte ihm der Papst den roten Hut zu. Hier war er 1426/27 auch Regent für König Janus II. Obwohl er nicht am Konklave von 1431 teilgenommen hatte, wurde ihm am 11. März 1431 die Titelkirche San Clemente zugesprochen und er schließlich am 20. April 1431 zum Kardinalbischof des suburbikarischen Bistums Palestrina erhoben.
Als päpstlicher Legat in der Provinz Marittima e Campagna tätig, wurde er am 16. September 1433 Kommendatarabt von Santa Maria de Pignerol, wie auch der Abteien Montevergine und San Severino. Im Februar 1435 an der Kurie erwähnt, entsandte ihn der Papst, mit dem er zeitweilig im Streit lag, zum Konzil von Basel. Zusammen mit dem Kardinal Niccolò d’Albergati führte er 1435 den Vorsitz bei der Friedenskonferenz von Arras. Am 27. Juni 1436 zum Kardinalbischof von Frascati ernannt (dort als Hugo III.), gehörte er 1439 zu den Wählern des Gegenpapstes Felix V., wofür ihn Papst Eugen IV. am 11. April 1440 aus dem Kardinalskollegium entließ.